# Red leva in sonca
Red leva in sonca je perzijsko odlikovanje, ki ga je leta 1808 ustanovil Fath Ali Šah z namenom odlikovanja tujcev, ki so prispevali k razvoju Perzije; pozneje so odlikovanje razširili še na Perzijce. 
Leta 1925 je bilo odlikovanje preoblikovano v red Homajun.